# Lucas Gornatti
Lucas Gornatti (Buenos Aires, Argentina, 26 de enero de 1982) es un exjugador de baloncesto que actualmente se desempeña como entrenador de ese deporte en las categorías formativas del Oberá Tenis Club. Jugó profesionalmente en diversos equipos de su país, haciendo su debut en Obras Sanitarias de la Liga Nacional de Básquet, y desarrollando el resto de su carrera en clubes de segunda y tercera división de su país. Es hijo del jugador, entrenador y periodista Antonio Gornatti.

## Trayectoria

### Clubes
| Club                        | País      | Año         |
| --------------------------- | --------- | ----------- |
| Obras Sanitarias            | Argentina | 1999 - 2003 |
| Echagüe                     | Argentina | 2003 - 2004 |
| Regatas de San Nicolás      | Argentina | 2004 - 2006 |
| Olimpia de Venado Tuerto    | Argentina | 2006 - 2007 |
| Unión de Sunchales          | Argentina | 2007 - 2008 |
| San Martín de Corrientes    | Argentina | 2008 - 2009 |
| Asociación Italiana Charata | Argentina | 2009        |
| San Martín de Corrientes    | Argentina | 2010        |
| Oberá                       | Argentina | 2010 - 2012 |
| Tokio de Posadas            | Argentina | 2012        |
| La Unión de Colón           | Argentina | 2013        |
| Oberá                       | Argentina | 2013 - 2014 |
| Platense                    | Argentina | 2014 - 2016 |
| Atlético Saladas            | Argentina | 2016 - 2017 |
| Oberá                       | Argentina | 2017 - 2019 |

## Selección nacional
Junto con Mariano Byró, Germán Boero y Nicolás Fulquet compitió en la Copa del Mundo de Baloncesto 3x3 de 2006 en la ciudad italiana de Caorle, donde su equipo terminó como subcampeón.